# SIAI-Marchetti S-700
L'S.700 o SIAI-Marchetti S.700 Cormorano è stato il progetto di aereo anfibio bimotore, mai costruito, della SIAI-Marchetti successivo al 1980. Questo progetto era strettamente derivato dal precedente SIAI-Marchetti SF-600 Canguro, con il quale avrebbe condiviso molte componenti, diventandone la versione anfibia.
Il velivolo era destinato a essere utilizzato per scopi di pattugliamento, ricerca e soccorso, ed anche antincendio. Come aereo antincendio avrebbe avuto la capacità di scaricare in un'ora fino a 18 tonnellate di acqua.